# Соклич, Ана
Ана Соклич (словен. Ana Soklič; род. 10 апреля 1984, Бохинь) — словенская певица, которая представила Словению в первом полуфинале конкурса песни «Евровидение 2021» с песней «Amen». Где заняла 13 место, чего было недостаточно для прохождения в финал конкурса. Изначально она должна была представлять Словению на конкурсе песни «Евровидение 2020» с песней «Voda».

## Карьера
20 декабря 2019 года Соклич была объявлена одним из 12 участников EMA 2020, национального конкурса в Словении, на котором исполнила песню «Voda». 22 февраля 2020 года она выиграла конкурс и должна была представлять Словению на конкурсе песни «Евровидение 2020» в Роттердаме, Нидерланды, однако конкурс был отменён в связи с пандемией COVID-19. Позже, 16 мая 2020 года, было объявлено, что Соклич представит Словению на конкурсе в 2021 году.

## Дискография

### Синглы
- «If You» (2004)
- «Oče (Father)» (2007)
- «Naj Muzika Igra» (2013)
- «Temni Svet» (2019)
- «Voda[англ.]» (2020)
- «Amen» (2021)